# 檳城水上清真寺
5°28′07″N 100°16′42″E / 5.468685499999999°N 100.2782384°E
檳城水上清真寺是一座位于马来西亚槟城乔治市丹絨武雅的清真寺。

## 历史
清真寺在2005年至2007年间建筑以取代附近古老的清真寺。清真寺在2007年3月16日由马来西亚首相阿都拉·巴达威主持开幕礼。